# 護生畫集
《護生畫集》为著名畫家豐子愷為紀念弘一大師壽辰而繪製，以約定每十年增加一定篇數，發心繪製《護生畫集》。豐子愷居士堅持初衷，一共投入了四十六年繪製《護生畫集》。
初集的《護生畫集》請大師題詩五十首，豐子愷繪圖五十幅，紀念大師五十壽辰而作。《護生畫集》第二集為祝賀大師六十歲壽辰以畫六十幅，亦請大師題詩六十首而告完成。然而弘一大師未及七秩即已示寂，恩師圓寂後豐子愷居士亦照約定每十年出版一集，即使後來中國爆發文革，其還是堅持將之畫完。直至大師百歲時出版的第六集《護生畫集》達到了詩一百篇、畫一百幅。出版了共計六集的《護生畫集》。護生之願於此方告圓滿。遺憾的是，豐子愷於第六集出版之前便已逝世。

## 集數與篇數
共計六集而四百五十篇。
- 《護生畫集》第一集 畫五十幅 詩五十篇 (弘一大師五秩壽辰)。
- 《護生畫集》第二集 畫六十幅 詩六十篇 (弘一大師六秩壽辰)。
- 《護生畫集》第三集 畫七十幅 詩七十篇 (弘一大師七秩壽辰)。
- 《護生畫集》第四集 畫八十幅 詩八十篇 (弘一大師八秩壽辰)。
- 《護生畫集》第五集 畫九十幅 詩九十篇 (弘一大師九秩壽辰)。
- 《護生畫集》第六集 畫一百幅 詩一百篇 (弘一大師十秩壽辰)。（豐子愷於未出版前已離世。）

## 軼事
李炳南居士1930年，因中原大戰，山東成為戰區，莒城被圍，在戰爭中閱讀豐子愷《護生畫集》，開始歸向淨土宗。
2013年6月收藏在豐子愷故居三樓的三冊民國版《護生畫集》被盜，其家人最初為使參觀者於參觀期間能感到安心，而拒絕在建築內安裝閉路電視。後來因獲一家保安公司的饋贈，盛情難卻，方才安裝。
「舊版《護生畫集》舊書市場賣一兩千塊（人民幣）吧！現在要找還不容易。」楊子耘說：「是把展櫃玻璃膠邊𠝹開拿走的。這人肯定是懂的！」失竊後，家人在玻璃陳列櫃裏放了一份「靈魂訃告」勸誡偷書者：「大凡來舊居參觀者，登上三樓《護生畫集》史料室，係為了探究人生的究竟，靈魂的來源，宇宙的根本，滿足『人生慾』的……」。這是仿照豐子愷做法，他曾說愛畫的都是好人。

## 外部連結
- 護生畫集(中文)
- 護生畫集(日文)（页面存档备份，存于）
- 護生畫集(英文)（页面存档备份，存于）
- 為報師恩、為踐宿約 長達半世紀始完成的奇書：《豐子愷護生畫集選》（页面存档备份，存于）